# Реінтродукція

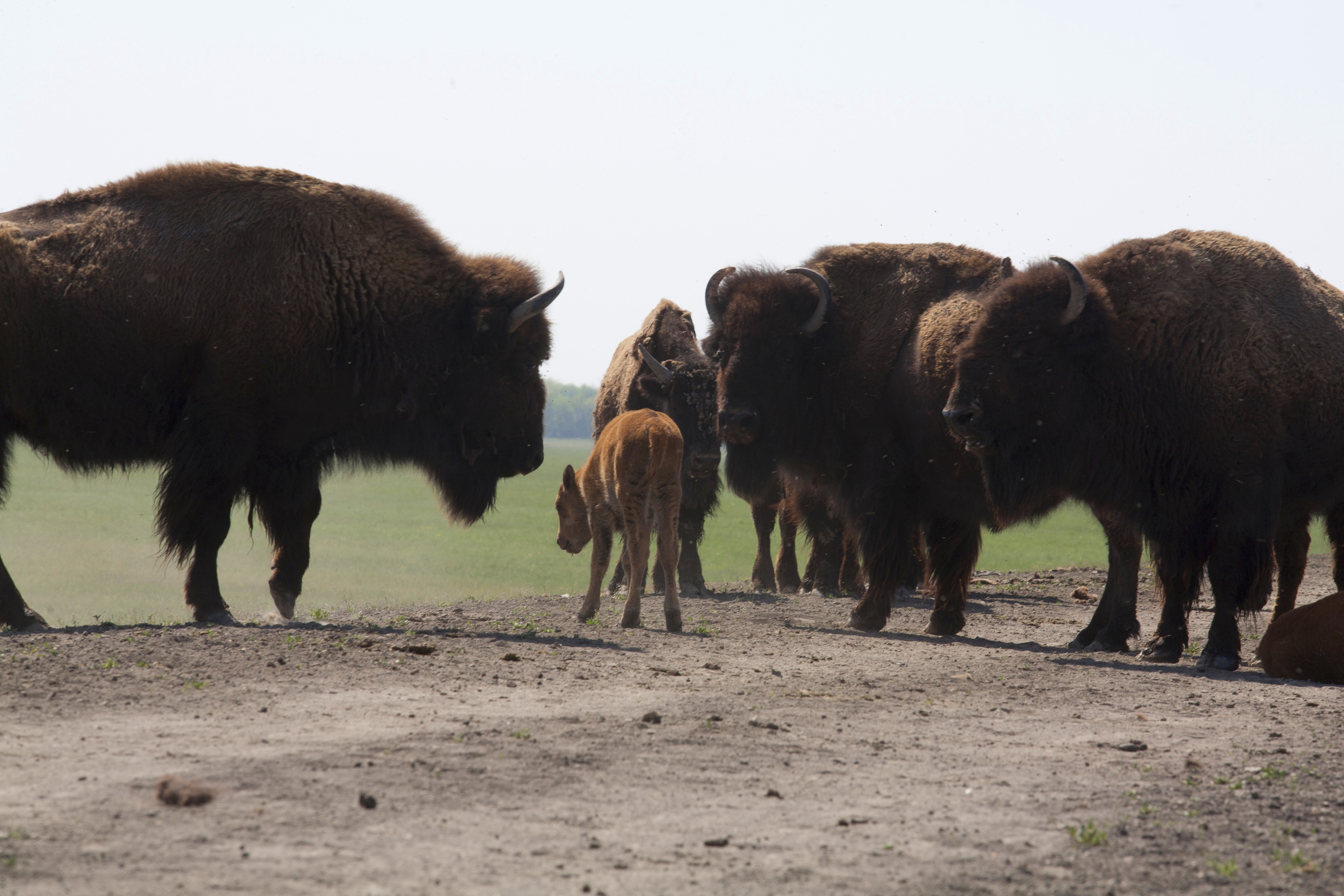
Зубри — один з реінтродукованих в Україні видів. Заповідник Асканія-Нова, 2013

Реінтроду́кція — один з варіантів біологічної інтродукції, повторне переселення для створення нової стійкої популяції представників певного виду диких тварин чи рослин з території, де вони вижили, на інші території колишнього ареалу де вони раніше жили, але звідки з якихось причин зникли.
Реінтродукційні заходи можуть бути рятівними для видів, що перебувають під загрозою зникнення або є вимерлими у природі. Однак переселення вимерлих у природі видів у дикі умови може бути доволі складним, навіть якщо умови їхнього колишнього проживання були відновлені. Це пов'язано з тим, що особини, які все життя утримувалися в неволі, не отримали навичок виживання від своїх батьків і ці навички могли бути втрачені. Природоохоронні зусилля можуть частково зберегти генетичні характеристики видів, однак деякі види не зможуть ніколи відновити їхню природну меметику.
Не слід плутати реінтродукцію з реакліматизацією, оскільки це близькі, але різні поняття.

## Цілі та завдання
Реінтродукції застосовується як метод відновлення рідкісних і зникаючих видів тварин і рослин в природних ареалах.
При Міжнародному союзі охорони природи (IUCN), в Комісії з виживання видів (SSC) працює Група фахівців з реінтродукції (RSG). Необхідність створення цієї групи була зумовлена збільшенням числа випадків, коли ті чи інші види під загрозою вимирання могли бути відновлені тільки шляхом реінтродукції.

## Методи реінтродукції
Для реінтродукції використовують диких особин, перевезених з інших місць де вони мешкають в природних умовах або вирощених людиною в розплідниках, зоопарках, ботанічних садах тощо. У більшості випадків реінтродукція полягає в поверненні видів, які раніше мешкали в даній місцевості, але потім зникли з вини людини. Винятки становлять випадки заселення видами, що щезли на частині свого ареалу не з вини людини, а внаслідок природних причин. Прикладом такої реінтродукції є переселення у 1970-х роках стада вівцебиків з Гренландії на півострів Таймир, де ці тварини мешкали під час льодовикового періоду, але вимерли з невідомих причин. Для реінтродукції рослин застосовується той же принцип — види рослин, що знаходяться під загрозою на будь-якої території, привозять туди з інших місцевостей або висаджують штучно вирощені рослини.

## Проблеми реінтродукції тварин
Реінтродукція видів тварин, що не збереглися в дикій природі — складний процес, адже тварини вирощені в неволі втрачають навички виживання в дикій природі. Вчені ретельно планують такі програми, покликані правильно підготувати тварин до випуску і потім відстежити стан нової популяції, поки вона не стане природно стійкою, а також визначити вплив нової популяції на екосистему. Процес поступової адаптації вирощених в неволі тварин до умов природного місця існування — реакліматизація. У більшості випадків реакліматизація є необхідним і дуже важливим та відповідальним початковим етапом реінтродукції диких тварин.

## Деякі види тварин, реінтродуковані в Україні

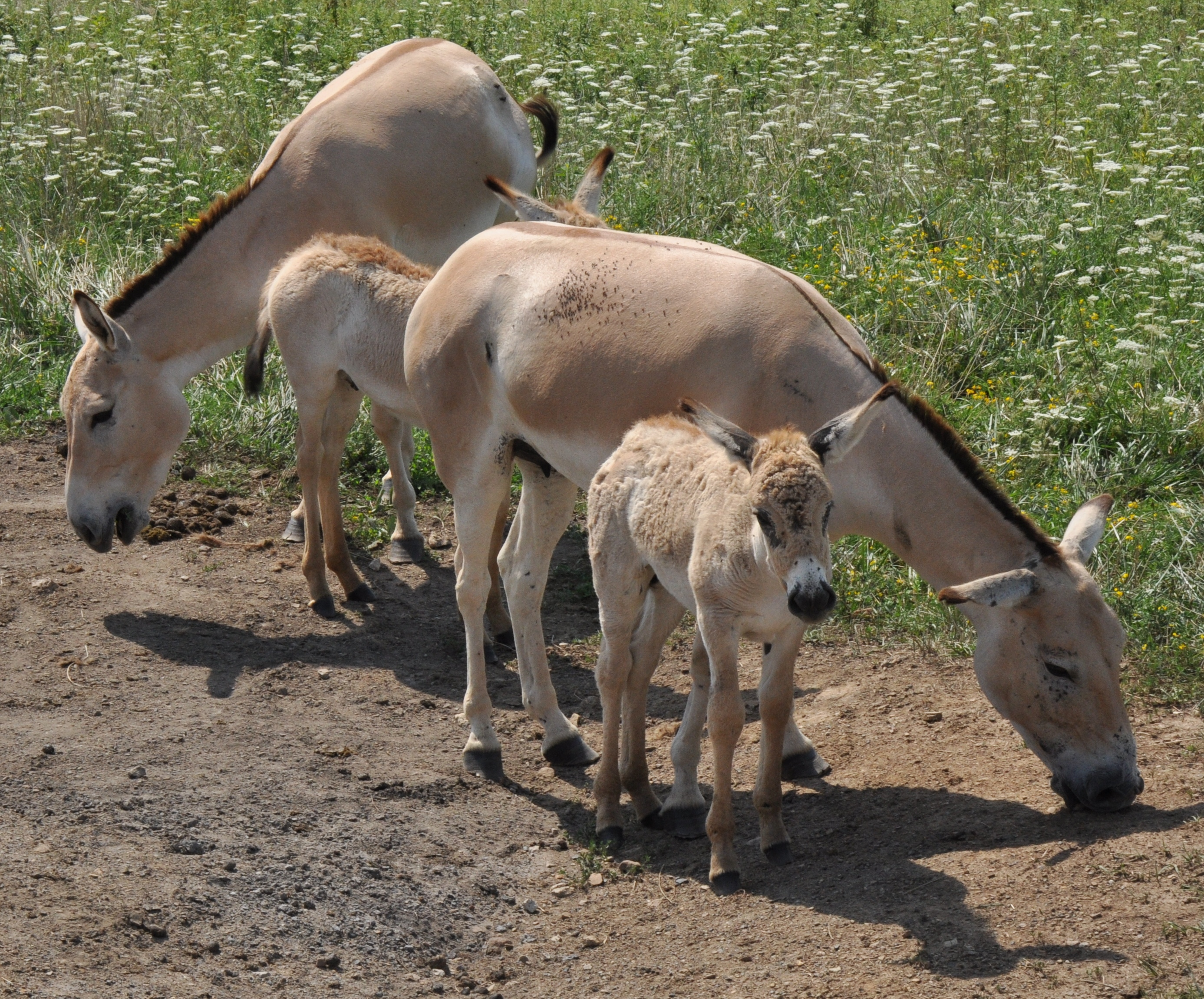
Кулан — вид, реінтродукований в Україні у заповіднику Асканія-Нова

- Бізон європейський або зубр (Bison bonasus) — вид розселяють, починаючи з 1965 року. Популяція була відтворена на основі тварин, які збереглися на першу половину XX століття у зоологічних парках і приватних угіддях. У 1988 в Україні на волі налічувалося близько 440 особин у Волинській, Київській, Чернігівській, Сумській, Львівській, Івано-Франківській, Чернівецькій та Вінницькій областях.
- Кінь-кулан (Equus hemionus) — популяція налічує близько 150 особин в заповіднику Асканія-Нова та на острові Бірючий. Вид, що ще в історичний час жив в степових районах України, завезений для відновлення з Туркменістану.
- Кінь-тарпан (Equus gmelini) — вимерлий європейський дикий кінь. У 1918 році в маєтку поблизу Миргорода на Полтавщині помер останній степовий тарпан. У польській частині Біловезької пущі з особин, зібраних по селянських господарствах у яких в різний час опинилися тарпани та дали потомство, були штучно відновлені так звані тарпановидні коні (польський коник), що зовні виглядають точно як тарпани, і випущені на волю. Згодом тарпановидні коні були завезені й в інші частини Біловезької пущі.